# محمود ماهر طه
محمود ماهر طه هو عالم آثار مصري، ولد في 21 ديسمبر 1942 في القاهرة في مصر.
حاصل على على درجة الدكتوراه في جامعة ليون بفرنسا في الآثار المصرية عام 1982.

## حياته المهنية
- تولى مناصب علمية عديدة في المجلس الأعلى للآثار منذ عام 1963 ، منها : رئيس مركز المعلومات، ورئيس مركز تسجيل الآثار المصرية[بحاجة لمصدر].
- قام بالتدريس بالجامعات المصرية، خاصة جامعة حلوان بكلية السياحة والفنادق للتاريخ الفرعوني والديانة المصرية القديمة باللغتين : الفرنسية والعربية، وكذلك بكلية الفنون الجميلة وجامعة الزقازيق (المعهد العالي لدراسات الشرق الشرق الأدنى القديم ).
- قام بالإشراف ومناقشة العديد من رسائل الدكتوراه والماجستير عن الآثار المصرية.
- قام برئاسة بعثات علمية مشتركة يمثل فيها الجانب المصري مع المركز القومي للبحوث الفرنسية في تسجيل آثار النوبة والأقصر.
- قام بإلقاء العديد من من المحاضرات العامة في باريس ولاهاى وكندا عن الحضارة المصرية .
- أشرف على العديد من المعارض الدولية عن الآثار المصرية في باريس وميونخ وشيكاغو وڨينسيا .
- كان مقررا للمؤتمر الدولي الخامس للآثار المصرية المنعقد بالقاهرة عام 1986 .
- قام بتأليف وترجمة ومراجعة أكثر من خمسين كتابا عن الآثار المصرية بالعربية والفرنسية والإنجليزية، بالإضافة إلى العديد من المقالات .
- عمل كمدير عام في مركز التوثيق والدراسات حول مصر القديمة وهو عضو في جمعية حماية معبد رمسيون و(ممنونيا) .
- وعمل منذ أكثر 40 سنة في النوبة وطيبة ( وثائق علم الآثار)[بحاجة لمصدر]

- حكايات شعبية فرعونية (سلسلة مصريات )[بحاجة لمصدر]
- الديانة المصرية القديمة
- تاريخ العمارة المصرية القديمة
- المرأة الفرعونية
- رمسيس الثاني فرعون المجد والإنتصار
- تاريخ العمارة المصرية: عصر الانتقال الأول والدولة الوسطى
- حتشبسوت الملكة الفرعون
- طيبة آثار الأقصر
- معبد الدار
- أخناتون
- الشرطة والأمن الداخلي في مصر القديمة
- الحيوانات البشرية : تناغم مصري قديم
- Akhenaten and the Religion of light , Idea Into I mage : Essays on Ancient Egyptian Thought , Dictionnaire de la civilisation égyptienne[بحاجة لمصدر].